# Bietzen

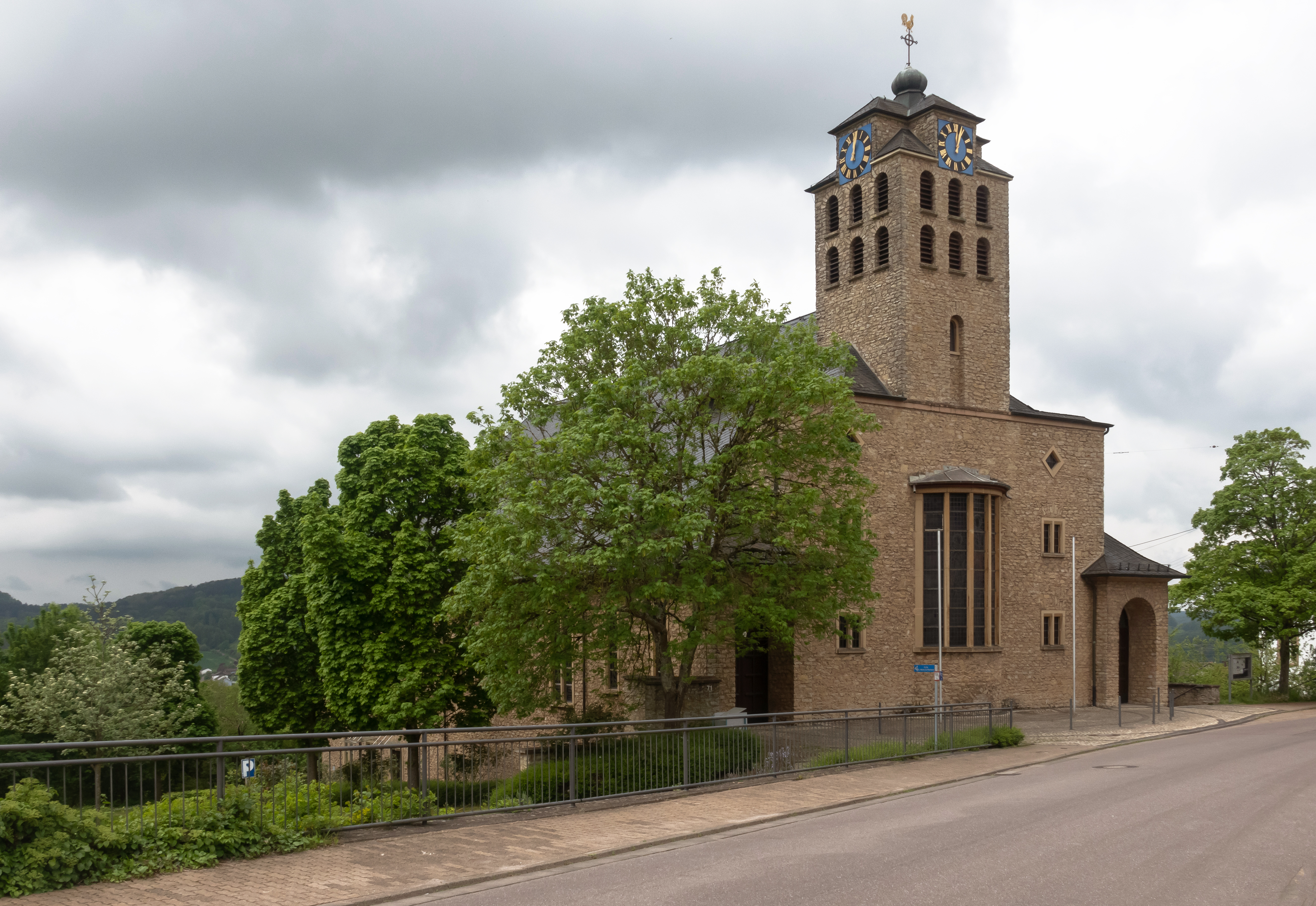
Bietzen, Pfarrkirche Sankt Martin

Bietzen ist einer von 17 Stadtteilen der Kreisstadt Merzig im Landkreis Merzig-Wadern (Saarland) mit knapp 1000 Einwohnern. Bietzen bildet zusammen mit den Stadtteilen Harlingen und Menningen den Bietzerberg.

## Geschichte
Im Jahre 1222 wurde Bietzen unter dem Namen „Buoza“ in einer Urkunde des Erzbischofs Theoderich II. das erste Mal urkundlich erwähnt.
2002 feierte Bietzen zusammen mit Harlingen und Menningen die 1050-Jahr-Feier.

## Sehenswürdigkeiten
- Kirche St. Martin

## Bildung

### Kindertagesstätte
- Kita St. Martin[4]

### Grundschule Bietzen
Seit 2022 Neubau der Grundschule Bietzen zur Entlastung des Standortes Grundschule Kreuzberg, Merzig.

## Auszeichnungen
- Goldmedaille auf Kreisebene, Unser Dorf hat Zukunft, 2008[5]
- Goldmedaille auf Landesebene, Unser Dorf hat Zukunft, 2009[5]
- Bronzemedaille beim Bundeswettbewerb, Unser Dorf hat Zukunft, 2010[5]

## Persönlichkeiten
- Lutwin Dollwet (1937–2014), Steyler Missionar[6]
- Paul Schneider (1927–2021), Künstler[7]
- Hubert Kerwer (* 1941), Heimatforscher[8]